# Духовщинское городское поселение
Духовщинское городско́е поселе́ние — муниципальное образование в Духовщинском районе Смоленской области Российской Федерации.
Административный центр — город Духовщина. Поселение расположено в западной части района. Граничит:
- на юге — Третьяковским сельским поселением
- на юге и западе — с Бабинским сельским поселением
- на севере — с Булгаковским сельским поселением

## Население
| 2012  | 2013  | 2014  | 2015  | 2016  | 2017  | 2018  |
| ----- | ----- | ----- | ----- | ----- | ----- | ----- |
| 4307  | ↘4180 | ↗4190 | ↗4195 | ↗4241 | ↗4251 | ↘4166 |
| 2019  | 2020  | 2021  | 2024  |       |       |       |
| ↘4092 | ↘3963 | ↗4060 | ↘3936 |       |       |       |

## Населённые пункты
В состав городского поселения входят 2 населённых пункта:
| № | Населённый пункт | Тип населённого пункта | Население |
| - | ---------------- | ---------------------- | --------- |
| 1 | Духовщина        | город                  | ↘3866     |
| 2 | Льнозавод        | посёлок                | ↗70       |